# La Cry
La Cry ist eine Punkband aus der Nähe von Hamburg. Nachdem sie einige Zeitlang getrennt waren, spielt die Gruppe seit 2015 wieder in Originalbesetzung.

## Mitglieder
- Famous Yo Sounders (Uwe Meyer) – Gesang
- Groovin’ Will Bing – Bass
- Crazy Eldon Wild-One – Gitarre
- Jaybee – Schlagzeug

## Diskografie

### Alben
- Fatter than Elvis... Cooler than James Dean
- Devilized
- Anus Fire Hell Patrol (lediglich im Studio aufgenommen und gemastert, aber nie in den Handel gekommen, da die Band sich vor dem Release auflöste)

### Singles
- We are different
- The smell of culture 333er
- Am I Ernie
- Mini Thin

### Sampler-Beiträge
- Nasty Vinyl Sucks!
- GötterDÄmmerung – Ärzte Tribut
- Stay Wild!
- Vitaminpillen Sampler 3
- Hamburger Punkrock Sampler '98